# الصحة الدولية
الصحة الدولية (بالإنجليزية International Health)، وتسمى أيضا الطب الجغرافي (بالإنجليزية Geographic medicine) والصحة العالمية (بالإنجليزية Global Health)، هي إحدى مجالات الرعاية الصحية والتي ينصب اهتمامها عادة على الصحة العمومية أي صحة الأفراد داخل حدود دولة ما أو في إقليم ككل. ويتمثل أحد فروع الطب الدولي في طب السفر، وهو فرع من الطب يُعنى بتحصين المسافرين وإعطائهم الأدوية الوقائية فضلا عن تزويدهم ببعض الوسائل الوقائية مثل الناموسيات ومبيدات الآفات كما يهتم أيضا بالرعاية الطبية أثناء العبور من دولة لأخرى (in- transit care) وبالرعاية الطبية بعد العودة من السفر (Post- travel care) للكشف عن الإصابة باي أمراض وافدة. وهناك دلالة أخرى لمصطلح الصحة الدولية- وهي الأكثر شيوعا- حيث يشير إلى الكوادر الصحية وهيئات الرعاية الصحية في مجتمع أو دولة ما والتي تقدم للافراد مباشرة الرعاية الصحية وقد تشير أيضا إلى تنمية القطاع الصحي في مجتمع أو دولة ما. تلك هي الدلالة التي يتناولها هذا المقال. وفي الآونة الأخيرة، بدأ خبراءالصحة العمومية Public health experts الاهتمام بالأمور العالمية التي تؤثر على صحة الإنسان. وعلى سبيل المثال، تهتم الصحيفة العولمة والصحة (Globalisation & Health) بالبيئة الاجتماعية المتغيرة والمركبة والتي تعلن فيها محددات الصحة والمرض عن نفسها بوضوح.

## دور المنظمات غير الحكومية
تقوم المنظمات غير الحكومية بالكثير من العمل في مجال الصحة الدولية. وتقدم المنظمات غير الحكومية المعنية بالصحة الدولية مجموعة من الخدمات منها الرعاية الصحية المباشرة وتوفير المياه الصالحة للشرب في بعض المجتمعات ومكملات الفيتامينات والحد من الأمراض المعدية المتوطنة والوبائية وسوء التغذية. ومن أمثلة المنظمات غير الحكومية التي ينصب عملها على مجال الصحة الدولية مايأتي:
- كير
- منظمة أطباء بلا حدود
- اللجنة الدولية للصليب الأحمر
- الهيئة الطبية الدولية
- منظمة أوكسفام
- شركاء في الصحة
- مشروع الأمل
- هيئة إنقاذ الطفل

## التعرض للمخاطر
غالبا ما يتعرض العاملون في هذه المنظمات للمخاطر أثناء تقديمهم خدمات للمتضررين في الكوارث الطبيعية أو الصراعات. فعلى سبيل المثال، فقدت منظمة أطباء بلا حدود بعضا من أفرادها في منطقة دارفور كما لقيت مديرة هيئة كير الدولية في العراق مارغريت حسن (والتي كانت مقيمة في العراق منذ فترة طويلة وتحمل الجنسيتين العراقية والبريطانية) مصرعها على يد إرهابيين تابعين لتنظيم القاعدة بسبب «جريمتها» الا وهي المساواة في تقديم الخدمات للعراقيين كافة.
أما الهيئة الطبية الدولية (بالإنجليزية International Medical Corp IMC)، فقد تم تأسيسها كرد فعل لمعاناة الشعب الأفغاني بعد الغزو السوفيتي عام 1979 وهي خبيرة في تقديم الخدمات في المناطق الخطرة.
انظر الهجوم على عمال الإغاثة بالإنجليزية.

## دور المنظمات غير الحكومية المعنية بالصحة الدولية في التنمية الدولية
وتقوم المنظمات غير الحكومية العاملة في مجال الصحة بتنمية القدرات في المناطق التي تحتاج ذلك إذ تساعد الشعوب في توفير حلول مستدامة للرعاية الصحية من خلال برامج تدريبية. ومن أمثلة الهيئات التي تقدم هذا النوع من المساعدة مركز التأهيل الدولي والذي يقدم تدريبا تأهيليا لأخصائيي العلاج الطبيعي العراقيين والأطباء ومديري مراكز التأهيل الطبي في توزلا بالبوسنة وعمان بالأردن. 
ويقوم المتدربين فيما بعد برعاية المعاقين الذين تعرضوا لبتر أعضائهم ومرضى إصابات الرأس والحبل الشوكي في وطنهم الأم.

## المنظمات غير الحكومية في مقابل المنظمات التبشيرية
من أهم سمات عمل المنظمات غير الحكومية هي تقديم الخدمات وفقا للحاجة إليها وحسب؛ دون النظر لأي اعتبارات سياسية أو عرقية أو دينية أو غيرها. ولذا، يتعين فصل المنظمات الدينية التبشيرية التي تقدم خدماتها في إطار حملاتها التبشيرية أو الإنجيلية عن فئة المنظمات غير الحكومية ويشار إليها ببساطة على أنها منظمات دينية تبشيرية.
وتقدم بعض منظمات الإغاثة الدينية خدماتها باعتبارها «واجبا» أو نوعا من «الأعمال الخيرية» دون أن تطلب من متلقي الخدمة حضور أي جلسات وعظ ديني أو صلوات أو وضع شروط دينية لمنح خدماتها.

## تسخير قوى التكنولوجيا
يتطور عمل المنظمات غير الحكومية بالتوازي مع التطور التكنولوجي. ويتضح ذلك في استحداث المنظمات غير الحكومية لأساليب أكثر دقة دقيقة وعلمية للتقييم والتخطيط وعملياتها في مجال المساعدات الإنسانية وحالات الطواريء المعقدة. ومن أمثلة ذلك الميثاق الإنساني والمعايير الدنيا للاستجابة للكوارث  والذي أعده مشروع سْفير (بالإنجليزية Sphere project) التابع للصليب الأحمر.
وتقوم المنظمات غير الحكومية باستحداث أدوات جديدة سواء في مكاتبها حيث يتم التخطيط لعملها أو في في عملها الميداني. فعلى سبيل المثال، نجد الحواسيب المحمولة جزءا لايتجزأ من متطلبات عملها كما تعتمد اعتمادا كبيرا على الاتصالات الخلوية وبالأقمار الصناعية وشبكة الإنترنت  GIS، وتتيح هذه التطورات التكنولوجية للمنظمات تركيز جهودها على مجالات الاحتياج والاستجابة لتطورات الأزمات فضلا عن التنبؤ بالاحتياجات المستقبلية.
وفي نفس السياق، كوّن متحف الهولوكوست الأمريكي فريق عمل مع جوجل إيرث لإنشاء صور توضع على نظم المعلومات الجغرافية GIS للمناطق التي دمرها الصراع في دارفور وتحديثها على فترات وتحميلها على شبكة الإنترنت بغية إتاحتها مجانا للجميع. 
وبفضل الصور التي أنشأها فريق العمل، أصبح بإمكان متصفحي الإنترنت أن يروا القرى التي كانت موجودة ثم دُمرت عن بكرة ابيها، الأمر الذي يوضح كذب ادعاءات السودان بعدم تورطها في أي تطهير عرقي أوإبادة جماعية هناك .

## وزارة الدفاع الأمريكية
وفي جهد جماعي آخر، أسس مساعد وزير الدفاع للشؤون الصحية في وزارة الدفاع الأمريكية، والذي يشغل في الوقت نفسه منصب في الوقت كبير الموظفين الطبيين في وزارة الدفاع الأمريكية، قسم الصحة الدولية  في أواخر 2007 بغية إدماج مبادئ الصحة العسكرية وممارساتها في التنمية الدولية.
ويهتم قسم الصحة الدولية اهتماما كبيرا بالعمل مع المنظمات غير الحكومية لتقديم أنشطة تنموية مستدامة تراعي البعد الثقافي للشعوب في مختلف أنحاء العالم. وينتقد البعض القسم التابع لوزارة الدفاع باعتبار أنها لاتقدم المساعدات بصورة عادلة للجميع أو بمنأى عن التأثير السياسي. ومع ذلك، فقد أثبتت وزارة الدفاع الأمريكية قدرتها على لعب دورا داعما دون الحصول على مكسب سياسي جغرافي أثناء كارثة تسونامي في ديسمبر/ كانون أول عام 2004 (والذي سببه زلزال في المحيط الهندي عام 2004). والمثير في الأمر أن وزارة الدفاع الأمريكية نفسها اندهشت من التحسن غير المتوقع في مكانة الولايات المتحدة بفضل دورها في جنوب شرق آسيا ثم بعد عدة شهور في زلزال باكستان.
ومن الجدير بالذكر أن وزارة الدفاع الدفاع الأمريكية قامت بتعبئة سريعة لمواردها عند وقوع زلزال بيرو عام 2007 وإعصار سيدر في بنجلاديش ، والعاصفة الاستوائية نيرو في جمهورية الدومنيكان في النصف الثاني من عام 2007 دون توقع أي مكاسب مادية لأمريكا.
وفي 2005، وقع وزير الدفاع آنذاك دونالد رامسفيلد الأمر العسكري لوزارة الدفاع والخاص بال«استقرار والأمن والانتقال من عملية لأخرى والإعمار» (بالإنجليزية Stability, security,transition and reconstruction SSTR). وهذه الوثيقة تقتضي أن تولي وزارة الدفاع أهمية لعمليات التخطيط والاستقرار والأمن والانتقال من عملية لأخرى والتعمير (SSTR) بنفس القدر الذي توليه للعمليات القتالية في الحروب.
والمنطق الذي يرتكز عليه إستراتيجية الاستقرار والأمن والتحول والإعمار بديهي للغاية: الاستقرار يعزز سيادة القانون والتنمية الاقتصادية. وهذان الأمران يمثلان قاعدة للخدمات الأساسية مثل التعليم والصحة العامة والمرافق الصحية وإنفاذ القانون.
وتؤدي الخدمات الأساسية بدورها إلى تعزيز الاستقرار وزيادة فرص الاستثمار. . إن الصحة عامل بالغ الأهمية بالنسبة للسكان بوجه عام، لاسيما بالنسبة للعاملين منهم لأثرها على الإنتاجية وبالتالي على الاستقرار الاقتصادي. 
وعلى الرغم من أن العلاقات سالفة الذكر ليست بالضرورة خطية كما أنه ليس هناك ضمان للتوزيع العادل للثروة في مجتمع نامٍ، قد تكون إتاحة فرص العمل للجميع والأمل في المستقبل من العوامل القوية للحيلولة دون وقوع الصراعات. ولهذا، تأمل وزارة الدفاع الأمريكية، من خلال عملياتها في مجالات الاستقرار والأمن والاستقرار والانتقال من مرحلة لأخرى والتعمير في منع وقوع الصراعات والأنشطة الإجرامية المحتملة.
ويوجد قسم الصحة الدولية، والمنوط به التعامل مع تداعيات سياسة توجيه 300.05 الخاص بوزرة الدفاع في مكتب مساعد وزير الدفاع للشؤون الصحية. ويضطلع هذا القسم بمسؤولية قوة الاستعداد والحماية الصحية. يقوم قسم الصحة الدولية بصياغة سياسة وزارة الدفاع الأمريكي فيما يتعلق بالأخلاقيات الطبية وممارسة الطب في مجال الصحة والتنمية الدولية. وتهتم الصحة الدولية بتحديد احتياجات البلدان النامية وتعمل مع المنظمات غير الحكومية والمنظمات الحكومية الدولية والمنظمات التطوعية الخاصة مثل الجمعيات المتخصصة والتي تمتلك القدرة والخبرة اللازمة للتصدي لتلك المشكلات. 
وبهذه الطريقة، تساعد المنظمات غير الحكومية على بناء علاقات مع البلدان أو الأقاليم المناطق التي تعمل بها؛ الأمر الذي يعزز من استقرارها واستدامة التنمية بها.
ومن الأنشطة الدورية لوزارة الدفاع الأمريكية في مجال الصحة الدولية مشروعات العمل الطبي المدني (مدكابس) - (بالإنجليزية Medical Civic Action Projects (MEDCAPs)) والذي تقوم فيه الوحدات الطبية في الجيش أو الأسطول أو القوات الجوية بتوفير الرعاية المباشرة والمرافق الصحية وغيرها من الخدمات الصحية العامة لمواطني الدول المضيفة لها. ويرجع تأسيس مشروع مدكابس إلى حرب فيتنام حيث كانت الوحدات الطبية، افراد الرعاية الطبية في الوحدات القتالية يقومون بتوفير رعاية طبية ميدانية للفيتناميين والهمونج وغيرهم.
ثمة إدراك متزايد في الأوساط العسكرية مفاده أن مشاريع المدكابس قد لاتكون النموذج الأمثل إذا ماقتصرت خدماتها على تقديم المضادات الحيوية لعلاج العدوى التنفسية وكذلك مضادات الالتهاب لعلاج الآلام. 
ومع ذلك، لوحظ أن برامج المدكابس الخاصة بالتخلص من الديدان وعلاج الأسنان والتثقيف والرعاية الصحية قبل الولادة والرعاية البيطرية وماشابهها تعود دون شك بنفع مستمر على متلقيها في حالة تنفيذها مع السلطات الصحية في الدول المضيفة وفي إطار البنية الأساسية الصحية بها.
وبالتشابه مع ماتقوم به مدكابس، تقوم العسكرية الأمريكية أيضا بالمناورات الآتية: : مناورات تدريبية للاستعداد الطبي (بالإنجليزية Medical Readiness Training Exercises (MEDRETEs)) والتدريب المشترك المتبادل) Joint/ Combined Exchange Training (JCET)) والعمل الإنساني المدني (بالإنجليزية Humanitarian-Civic Action (HCA))، وجميعها تقدم خدمات مباشرة وغير مباشرة باعتبارها جزءا من مهامها التدريبية.
وأخيرا، فمن المهم الإشارة إلى أن العسكرية لديها قدرات لوجيستية لتقديم المساعدات الإنسانية في حالات الكوارث (humanitarian assistance/disaster response HADR).
وبالتعاون مع جامعة الخدمات النظامية للعلوم الصحية (بالإنجليزية Uniformed Services University of the Health Sciences (USUHS))، يقوم مركز طب الكوارث والإغاثة الإنسانية (بالإنجليزية Center for Disaster and Humanitarian Medicine (CDHAM)) بوضع مناهج تدريبية وتعليم طلبة كليات الطب وما بعد الدكتوراة أسس المساعدات الإنسانية والتعامل مع الكوارث كما ينشر مواد تدريبية عن نظم السيطرة على الحوادث (بالإنجليزية Incident Command System) وغيرها من الموضوعات ذات الصلة.
ويوفر المركز أيضا دليلا استرشاديا للمنظمات غير الحكومية مجانا على شبكة الإنترنت.

## وصلات خارجية
- موقع HealthCare International للأخبار والمدونات الطبية
- مركز أوميا لأبحاث الصحة العمومية